# 基希海恩
基希海恩是德国黑森州的一个市镇。总面积90.93平方公里，总人口16145人，其中男性7934人，女性8211人（2011年12月31日），人口密度178人/平方公里。